# 로크 (스포츠)
로크(Roque)는 크로케와 비슷한 미국의 스포츠이다. 20세기 초반에 대중적으로 인기가 많아 "세기의 게임"으로 불리기도 했다. 1904년 하계 올림픽에서 1900년 하계 올림픽 크로케 종목을 대체하여 채택되었다.

## 로크 코트 및 장비
로크는 경질 모래 또는 점토가 깔리고 경계선 벽으로 둘러싸인 8각형 형태의 30x60피트(약 9 x 19m) 넓이의 코트에서 경기를 한다. 선수는 당구 공이 당구대 쿠션을 통해 움직이는 것과 비슷하게 경계선 벽을 사용한다.

## 같이 보기
- 크로케